# Wellwater Conspiracy (album)
Pour le groupe, voir Wellwater Conspiracy.
Albums de Wellwater Conspiracy
The Scroll and Its Combinations
(2001)
Wellwater Conspiracy, paru en 2003, est le quatrième album du groupe de rock néopsychédélique Wellwater Conspiracy.

## L'album
À l'exception d'un titre, tous les morceaux de l'album ont été composés par les membres du groupe.
C'est le premier album en tant que membre du groupe pour Glenn Slater qui avait déjà assuré les parties de claviers sur le deuxième album.

## Les musiciens
- Matt Cameron : voix, batterie, guitare
- John McBain : guitare, basse, claviers
- Glenn Slater : claviers

## Les titres
1. Wimple Witch – 2 min 39 s
2. Galaxy 265 – 2 min 50 s
3. Night Sky – 2 min 37 s
4. Dragonwyck – 3 min 20 s
5. Sea Miner – 4 min 36 s
6. Rebirth – 4 min 21 s
7. Something in the Air – 3 min 57 s
8. Sullen Glacier – 4 min 27 s
9. Crow Revolt – 3 min 50 s
10. My Darker Bongo – 3 min 45 s
11. Dresden Overture – 4 min 55 s

## Informations sur le contenu de l'album
- Gerry Amandes assure les parties de cuivres sur Galaxy 265
- Gregg Keplinger joue des bongos sur My Darker Bongo
- Something in the Air est une reprise de Thunderclap Newman (1969)